# Bremen (Maine)
Bremen és una població dels Estats Units a l'estat de Maine (EUA). Segons el cens del 2000 tenia 782 habitants, 327 habitatges, i 236 famílies. La densitat de població era de 18,3 habitants per km².